# Sandiganbayan
Le Sandiganbayan, littéralement « Pilier de la nation », est un tribunal spécial chargé des affaires de corruption aux Philippines. Il est situé à Quezon City dans le Grand Manille. Ses pouvoirs sont définis dans la Constitution.

## Historique
Le Sandiganbayan est créé sous l'égide de Ferdinand Marcos via la Constitution de 1973, et entre en service en 1979, ce qui en fait le plus ancien tribunal anticorruption au monde,. Son rôle est maintenu et même étendu dans l'actuelle Constitution.
Entre 1979 et 2016, le Sandiganbayan est saisi de plus de 33 000 affaires, dont environ la moitié concerne des fonctionnaires.

### Principaux procès
Dans un de ses procès les plus importants, qui a duré pas moins de 27 ans, le Sandiganbayan reconnaît Imelda Marcos coupable de plusieurs violations de la loi anticorruption,. 
Dans un autre procès retentissant qui s'étale de 2001 à 2007, il condamne l'ancien président Joseph Estrada à une peine d'emprisonnement à perpétuité pour des faits de corruption et « pillage ». Il acquitte en revanche l'ancienne présidente Gloria Macapagal-Arroyo de détournement de fonds en 2016.
En 2012, le Sandiganbayan condamne Herminio Disini, homme d'affaires et proche de Marcos, à rembourser plus de cinquante millions de dollars de commissions indûment perçues sous la dictature de Marcos.  En 2024, le sénateur Jinggoy Estrada est condamné à de la prison ferme pour corruption.

## Rôle et fonctionnement
Dans le système judiciaire philippin, le Sandiganbayan est au même niveau que la cour d'appel, c'est-à-dire au-dessus des tribunaux de première instance, mais sous la Cour suprême. En pratique cependant, sa spécialisation dans la lutte anticorruption fait que le Sandiganbayan fonctionne souvent en première instance, et ses décisions ne peuvent faire l'objet d'appels qu'à la Cour suprême.
Le Sandiganbayan est saisi des affaires de corruption d'envergure et impliquant au moins un élu ou fonctionnaire suffisamment haut placé dans la hiérarchie. Cela inclut notamment les parlementaires et élus locaux, les hauts fonctionnaires, la police nationale et les juges,. Il peut aussi être saisi par le défenseur des droits (Office of the Ombudsman). Pour les affaires de corruption mineures traitées par d'autres tribunaux, le Sandiganbayan fait alors office de cour d'appel.
Les juges associés au Sandiganbayan sont au nombre de 21, et siègent par groupe de trois. Ils sont nommés par le président sur recommandation du Conseil de la magistrature et du barreau.

## Critiques
Le Sandiganbayan est régulièrement critiqué pour ses délais excessifs dans le traitement des dossiers, souvent plusieurs années,,.
L'efficacité du Sandiganbayan dans la lutte contre la corruption est sujette à débat. Stephenson juge qu'il jouit globalement d'une bonne réputation quant à l'expertise et l'intégrité de ses membres, bien que leur carriérisme puisse affecter leurs décisions. Hunter critique un manque de vigueur et de précision dans certaines affaires et Abadines un faible taux de condamnation.